# Coupe du monde de ski alpin 2018-2019
Navigation
Édition précédente Édition suivante
La coupe du monde de ski alpin 2018-2019 est la 53e édition de la coupe du monde de ski alpin, compétition de ski alpin organisée annuellement. Elle se déroule du 27 octobre 2018 au 17 mars 2019, entrecoupée par les championnats du monde 2019 en février à Åre. Les premiers globes de cristal de la saison sont remportés par Marcel Hirscher et Mikaela Shiffrin en slalom, qui ne peuvent plus être rejoint après le City Event de Stockholm disputé le 19 février et gagnent tous deux leurs 6e trophées dans la discipline. Alexis Pinturault remporte pour sa part le petit globe du combiné alpin après les deux courses disputées dans la discipline avant que Marcel Hirscher s'adjuge son 6e petit globe du slalom géant, le 24 février à Bansko. 
La saison est celle des records pour Mikaela Shiffrin, tout d'abord en remportant ses premières victoires en Super G, pour devenir la septième femme à s'être imposée dans toutes les disciplines du ski alpin, mais elle est la seule à avoir également gagné dans des épreuves en parallèle. Records en slalom (quarante succès en carrière, comme Ingemar Stenmark mais plus que tout autre femme), en nombre de victoires sur une saison (dix-sept, trois de mieux que Vreni Schneider en 1988-1989), au total de globes de cristal sur un hiver (quatre, son troisième consécutif au classement général, son sixième en slalom, ses premiers en Super G et en slalom géant) comme Lindsey Vonn en 2010 et 2012, à la moyenne de points sur un exercice (85), voire au niveau des sommes sonnantes et trébuchantes (le prize money) attribuées. Elle n'est par ailleurs que la troisième en ski alpin à dépasser la barre des 2 000 points, pour le deuxième meilleur total de l'histoire avec 2 204 points, derrière Tina Maze (2 414 points en 2013) et devant Hermann Maier (2 000 points en 2000). La principale rivale de Shiffrin a été cette année Petra Vlhová qui a rivalisé avec elle en slalom et en géant et termine au 2e rang des trois classements (général, slalom, géant).  
Marcel Hirscher s'assure définitivement son huitième gros globe consécutif, améliorant ainsi son record de victoires au classement général, le 10 mars après le slalom de Kranjska Gora. Il détient dès lors le record de globes de cristal chez les hommes, 20 en tout, autant que Lindsey Vonn.  Sur le podium cette année, figure en deuxième position Alexis Pinturault qui atteint le plus haut rang de sa carrière au classement général et qui devance Henrik Kristoffersen. Beat Feuz avec six podiums dont une victoire en descente, remporte pour la deuxième fois consécutive le petit globe de la discipline, Nicole Schmidhofer se l'adjuge pour la première fois côté féminin puis termine 2e du classement du Super G remporté par Mikaela Shiffrin;   Dominik Paris effectue sa meilleure saison dans les épreuves de vitesse, réalisant notamment trois doublés descente + Super G (à Bormio, à Kvitfjell et lors des finales de Soldeu) et remporte le petit globe du Super G, le premier trophée de cristal de sa carrière.  Auteur de trois victoires en slalom et deuxième du classement de la spécialité derrière Hirscher, Clément Noël est à 21 ans le meilleur jeune de la saison. 
Il s'agit également d'une saison qui marque les retraites sportives de plusieurs grands champions des années 2000 et 2010, à commencer par Lindsey Vonn et Aksel Lund Svindal qui s'arrêtent en février lors des Mondiaux d'Åre en terminant tous deux médaillés en descente, mais aussi notamment de Frida Hansdotter et de Felix Neureuther. Quant à Marcel Hirscher, il laisse planer le doute après son huitième gros globe sur la poursuite ou non de sa carrière, avant d'annoncer le 4 septembre 2019 qu'il a décidé de retirer du circuit à 30 ans. 

## Programme de la saison
La saison commence par l'habituelle étape d'ouverture fin octobre à Sölden. Les épreuves de slalom de Levi, au programme depuis 2008, suivent avant la tournée nord-américaine. La compétition revient en Europe puis est ponctuée par les championnats du monde 2019 à Åre en février avant de finir à Soldeu (Andorre) pour les Finales, lors de la dernière semaine où chaque discipline est au programme y compris la seule épreuve par équipe de la saison (excepté le combiné).

### Saison des messieurs
41 épreuves sont prévues au départ pour les messieurs cette saison et se composent de :
- 9 épreuves de descente
- 8 épreuves de super-G
- 10 épreuves de slalom géant (dont 1 en parallèle)
- 12 épreuves de slalom (dont 2 en parallèle lors d'un City Event)
- 2 épreuves de combiné.

Ces épreuves se déroulent sur 21 sites, 19 en Europe et 2 en Amérique du Nord, de 14 pays différents.
Un site est ajouté, celui de Saalbach-Hinterglemm qui reprend deux épreuves reportées.
- Compte tenu des annulations et des épreuves non-reprogrammées, le nombre total de courses masculines disputées dans la saison est de 38.

| \| Lake Louise Beaver Creek (Colorado) \| Sites des compétitions en Amérique du Nord |
| Lake Louise Beaver Creek (Colorado)                                                  |

| Lake Louise Beaver Creek (Colorado) |

| \| Sölden Val d'Isère Val Gardena Alta Badia Saalbach Madonna Bormio Zagreb Adelboden Wengen Kitzbuhel Schladming Garmisch Kransjka Gora \| Sites des compétitions dans les Alpes |
| Sölden Val d'Isère Val Gardena Alta Badia Saalbach Madonna Bormio Zagreb Adelboden Wengen Kitzbuhel Schladming Garmisch Kransjka Gora                                             |

| Sölden Val d'Isère Val Gardena Alta Badia Saalbach Madonna Bormio Zagreb Adelboden Wengen Kitzbuhel Schladming Garmisch Kransjka Gora |

| \| Levi Oslo Stockholm Kvitfjell Åre Bansko Soldeu \| Sites des compétitions en Europe (hors des Alpes) |
| Levi Oslo Stockholm Kvitfjell Åre Bansko Soldeu                                                         |

| Levi Oslo Stockholm Kvitfjell Åre Bansko Soldeu |

| \| Lake Louise Beaver Creek (Colorado) \| Sites des compétitions en Amérique du Nord |
| Lake Louise Beaver Creek (Colorado)                                                  |

| Lake Louise Beaver Creek (Colorado) |

| \| Sölden Val d'Isère Val Gardena Alta Badia Saalbach Madonna Bormio Zagreb Adelboden Wengen Kitzbuhel Schladming Garmisch Kransjka Gora \| Sites des compétitions dans les Alpes |
| Sölden Val d'Isère Val Gardena Alta Badia Saalbach Madonna Bormio Zagreb Adelboden Wengen Kitzbuhel Schladming Garmisch Kransjka Gora                                             |

| Sölden Val d'Isère Val Gardena Alta Badia Saalbach Madonna Bormio Zagreb Adelboden Wengen Kitzbuhel Schladming Garmisch Kransjka Gora |

| \| Levi Oslo Stockholm Kvitfjell Åre Bansko Soldeu \| Sites des compétitions en Europe (hors des Alpes) |
| Levi Oslo Stockholm Kvitfjell Åre Bansko Soldeu                                                         |

| Levi Oslo Stockholm Kvitfjell Åre Bansko Soldeu |

### Saison des dames
39 épreuves sont prévues au départ pour les dames cette saison et se composent de :
- 9 épreuves de descente
- 8 épreuves de super-G
- 8 épreuves de slalom géant
- 12 épreuves de slalom (dont 2 en parallèle lors d'un City Event et 1 en parallèle)
- 2 épreuves de combiné.

Ces épreuves se déroulent sur 21 sites, 15 en Europe et 2 en Amérique du Nord, de 15 pays différents.
Un site est ajouté, celui de Val Gardena qui reprend deux épreuves reportées prévues à Val d'Isère.
- Compte tenu des annulations et des épreuves non-reprogrammées, le nombre total de courses féminines disputées dans la saison est de 35

| \| Lake Louise Killington \| Sites des compétitions en Amérique du Nord |
| Lake Louise Killington                                                  |

| Lake Louise Killington |

| \| Sölden Saint-Moritz Val d'Isère Val Gardena Courchevel Semmering Zagreb Maribor Flachau Cortina d'Ampezzo Sankt Anton Kronplatz Garmisch Crans-Montana \| Sites des compétitions dans les Alpes |
| Sölden Saint-Moritz Val d'Isère Val Gardena Courchevel Semmering Zagreb Maribor Flachau Cortina d'Ampezzo Sankt Anton Kronplatz Garmisch Crans-Montana                                             |

| Sölden Saint-Moritz Val d'Isère Val Gardena Courchevel Semmering Zagreb Maribor Flachau Cortina d'Ampezzo Sankt Anton Kronplatz Garmisch Crans-Montana |

| \| Levi Oslo Stockholm Åre Soldeu Spindleruv Mlyn Rosa Khutor \| Sites des compétitions en Europe (hors des Alpes) |
| Levi Oslo Stockholm Åre Soldeu Spindleruv Mlyn Rosa Khutor                                                         |

| Levi Oslo Stockholm Åre Soldeu Spindleruv Mlyn Rosa Khutor |

| \| Lake Louise Killington \| Sites des compétitions en Amérique du Nord |
| Lake Louise Killington                                                  |

| Lake Louise Killington |

| \| Sölden Saint-Moritz Val d'Isère Val Gardena Courchevel Semmering Zagreb Maribor Flachau Cortina d'Ampezzo Sankt Anton Kronplatz Garmisch Crans-Montana \| Sites des compétitions dans les Alpes |
| Sölden Saint-Moritz Val d'Isère Val Gardena Courchevel Semmering Zagreb Maribor Flachau Cortina d'Ampezzo Sankt Anton Kronplatz Garmisch Crans-Montana                                             |

| Sölden Saint-Moritz Val d'Isère Val Gardena Courchevel Semmering Zagreb Maribor Flachau Cortina d'Ampezzo Sankt Anton Kronplatz Garmisch Crans-Montana |

| \| Levi Oslo Stockholm Åre Soldeu Spindleruv Mlyn Rosa Khutor \| Sites des compétitions en Europe (hors des Alpes) |
| Levi Oslo Stockholm Åre Soldeu Spindleruv Mlyn Rosa Khutor                                                         |

| Levi Oslo Stockholm Åre Soldeu Spindleruv Mlyn Rosa Khutor |

## Tableau d'honneur
| Discipline | Homme             | Femme              |
| ---------- | ----------------- | ------------------ |
| Général    | Marcel Hirscher   | Mikaela Shiffrin   |
| Descente   | Beat Feuz         | Nicole Schmidhofer |
| Slalom     | Marcel Hirscher   | Mikaela Shiffrin   |
| Géant      | Marcel Hirscher   | Mikaela Shiffrin   |
| Super G    | Dominik Paris     | Mikaela Shiffrin   |
| Combiné    | Alexis Pinturault | non décerné        |

## Déroulement de la saison
Début décembre, Mikaela Shiffrin remporte le Super G de Lake Louise et devient la septième skieuse de l'histoire après Petra Kronberger, Pernilla Wiberg, Anja Pärson, Janica Kostelic, Lindsey Vonn et Tina Maze à s'être imposée dans chacune des cinq disciplines du ski alpin, mais la Coupe du monde en compte désormais six avec les épreuves en parallèle (City Event ou en montagne), et l'Américaine est la seule tous sexes confondus à s'être aussi imposée dans ces épreuves. Déjà détentrice du record du plus grand nombre de victoires à l'âge de 23 ans (au-delà des cinquante premières places), la skieuse américaine en bat deux autres en s'imposant en slalom le 29 décembre à Semmering : elle est désormais la skieuse comptant le plus de victoires dans la discipline, avec 37 succès en carrière, et remporte une quinzième victoire sur une année civile (2018, à cheval sur deux saisons), un record partagé avec Marcel Hirscher la même année (15), mieux qu'Ingemar Stenmark (13) en 1977 et en 1979. La saison voit également Marco Schwarz, Žan Kranjec, Daniel Yule et Clément Noël chez les hommes, Nicole Schmidhofer, Ramona Siebenhofer et Stephanie Venier chez les dames, remporter leurs premières victoires en Coupe du monde, tandis que Marcel Hirscher dépasse les soixante victoires en carrière et établit le 13 janvier le record de victoires masculines sur un même site : neuf succès en slalom et en géant depuis 2012 (dont trois doublés) sur la Chuenisbärgli d'Adelboden. 
Il s'agit aussi d'une saison que deux vedettes du circuit mondial au cours des années 2000 et 2010 ne finissent pas. Lindsey Vonn et Aksel Lund Svindal, tous deux le corps meurtri et la trentaine largement entamée, annoncent chacun de leur côté qu'ils vont prendre les derniers départs de leur carrière en février lors des Championnats du monde 2019 à Åre,. Il y disputent leurs dernières courses en descente, et terminent tous deux médaillés : Svindal en argent et Vonn en bronze.
Toujours en Suède et 48 heures après la fin des Mondiaux 2019, Marcel Hirscher et Mikaela Shiffrin remportent tous deux leurs 6e petits globes de cristal du slalom. Dans le City Event de Stockholm, Hirscher est éliminé en quarts de finale par le futur vainqueur de l'épreuve Ramon Zenhäusern, mais il marque suffisamment de points pour en compter plus de 200 d'avance sur son plus proche poursuivant, Daniel Yule, alors qu'il ne reste plus que deux slaloms à disputer. Mikaela Shiffrin, qui s'impose dans cette épreuve, compte elle aussi plus de 200 points d'avance sur Petra Vlhová au classement du slalom, après avoir remporté sa 14e victoire de la saison pour égaler le record tous sexes confondus sur un hiver de Vreni Schneider au cours de l'hiver 1988-1989
Le 22 février, un nouveau petit globe de cristal est décerné, après deux courses disputées dans la discipline. Il s'agit de celui du combiné alpin. À la faveur de sa victoire à Bansko devant Marcel Hirscher et Štefan Hadalin, Alexis Pinturault remporte le trophée, qui est pour lui le troisième, et signe une 22e victoire en carrière qui lui permet d'égaler le record de victoires françaises en Coupe du monde tous sexes confondus de Carole Merle. À l'arrivée du slalom géant disputé dans la même station bulgare le 24 février, Marcel Hirscher est comme dix jours plus tôt aux Mondiaux battu par Henrik Kristoffersen, mais sa 2e place lui permet de s'attribuer son sixième petit globe de la discipline, avec plus de 200 points d'avance et deux épreuves restant à disputer. Il égale par ailleurs Ingemar Stenmark avec le plus grand nombre de gros et petits globes de cristal chez les hommes, dix-neuf au total.
Après l'annulation pour cause de fortes chutes de neige du Super-G féminin programmé le 2 mars à Rosa Khutor, Mikaela Shiffrin s'assure définitivement sa troisième victoire consécutive au classement général de la Coupe du monde. Elle s'adjuge le gros globe à sept épreuves de la fin de saison, forte d'une avance de 719 points sur Petra Vlhová et d'un maximum de 700 points restant à prendre. Elle établit le 9 mars un nouveau record de victoires dans une saison, tous sexes confondus, effaçant la marque établie par Vreni Schneider lors de l'hiver 1988-1989 (quatorze victoires), en s'imposant pour la quinzième fois de l'hiver dans le slalom de Spindleruv Mlyn. De son côté, 5e du slalom géant puis 3e du slalom, les 9 et 10 mars à Kranjska Gora, Marcel Hirscher s'adjuge son huitième gros globe consécutif, avec une avance de 509 points sur Alexis Pinturault au classement général et quatre courses restant à disputer lors des finales de Soldeu. Son huitième gros globe s'ajoute à ses 6 + 6 petits globes du slalom et du géant, soit vingt en tout, nouveau record masculin, un de mieux qu'Ingemar Stenmark et autant que Lindsey Vonn.
Avec quatre victoires, à Bormio, Kitzbühel, Kvitfjell et le 13 mars lors des finales de Soldeu, Dominik Paris est le meilleur descendeur de la saison. Mais il est devancé pour le petit globe de la discipline par Beat Feuz, plus régulier (il s'est imposé à Beaver Creek et est monté sur tous les podiums après sa 6e place à Lake Louise en début de saison) et qui s'est présenté à Soldeu avec 80 points d'avance sur le skieur italien. Une 6e place lui a donc suffit pour s'adjuger son deuxième petit trophée de cristal consécutif de la descente. Côté féminin, alors que Mirjam Puchner crée la surprise en gagnant la dernière descente de la saison en Andorre, Nicole Schmidhofer se classe 11e, mais ce résultat lui suffit pour remporter le petit globe de cristal de la discipline, le premier de sa carrière. Le 14 mars, à l'arrivée du Super G où Viktoria Rebensburg remporte sa première victoire de la saison, Mikaela Shiffrin se classe 4e et s'adjuge le petit globe de la spécialité, qui est déjà son troisième trophée de cristal cette saison. Elle totalise désormais plus de 2 000 points au classement général, le record restant la propriété de Tina Maze (2 414 points en 2012-2013), mais elle fait mieux qu'Hermann Maier (2 000 points en 1999-2000), et ils ne sont que trois à avoir atteint ou dépassé cette marque en Coupe du monde. Dominik Paris termine pour sa part premier du classement du Super G masculin en s'imposant à Soldeu comme la veille en descente, pour une septième victoire dans l'hiver, un troisième doublé descente + Super G après Bormio et Kvitfjell cette année, et s'adjuge le premier globe de cristal de sa carrière. 
En remportant le slalom géant des finales le 16 mars, Alexis Pinturault s'assure définitivement de la deuxième place du classement général, et signe la 23e victoire de sa carrière, nouveau record national. Quant à Mikaela Shiffrin, elle remporte le même jour le dernier slalom de l'hiver son dixième de la saison en comptant les parallèles ; elle n'est en fait pas descendue du podium durant tout l'hiver dans la discipline où elle totalise désormais 40 victoires, autant qu'Ingemar Stenmark. Enfin, l'Américaine remporte la dernière épreuve de la saison : le slalom géant sur la piste andorrane. Son record sur un hiver est donc de dix-sept victoires, trois de mieux que Vreni Schneider trente années plus tôt. Et comme Lindsey Vonn en 2010 et en 2012, elle remporte quatre globes de cristal : général, slalom, géant et Super G. Tout s'achève cette année par le slalom messieurs et par la victoire de Clément Noël qui remporte à 21 ans son troisième succès dans la discipline en l'espace de trois mois, et termine 2e du classement slalom derrière Marcel Hirscher. Ce dernier, émoussé lors des deux dernières courses de la saison (6e du slalom géant puis 14e du slalom), a peut-être disputé la dernière course de sa carrière le 17 mars 2019 à Soldeu. Il laisse planer le doute quant à savoir s'il disputera la prochaine saison ou s'il prend a retraite sportive.

## Classement général
| Rang | Nom                     | Points | Victoire(s) | Podium(s) |
| ---- | ----------------------- | ------ | ----------- | --------- |
| 1    | Marcel Hirscher         | 1 546  | 9           | 15        |
| 2    | Alexis Pinturault       | 1 145  | 2           | 8         |
| 3    | Henrik Kristoffersen    | 1 047  | 2           | 9         |
| 4    | Dominik Paris           | 950    | 7           | 10        |
| 5    | Vincent Kriechmayr      | 739    | 1           | 3         |
| 6    | Beat Feuz               | 722    | 1           | 7         |
| 7    | Mauro Caviezel          | 696    | -           | 4         |
| 8    | Aleksander Aamodt Kilde | 651    | 1           | 4         |
| 9    | Marco Schwarz           | 560    | 2           | 4         |
| 10   | Manuel Feller           | 558    | -           | 2         |
| 11   | Clément Noël            | 551    | 3           | 4         |
| 11   | Daniel Yule             | 551    | 1           | 3         |
| 13   | Kjetil Jansrud          | 537    | 1           | 4         |
| 14   | Ramon Zenhäusern        | 521    | 2           | 3         |
| 15   | Loïc Meillard           | 502    | -           | 2         |
| 16   | Christof Innerhofer     | 501    | -           | 3         |
| 17   | Matthias Mayer          | 496    | -           | 2         |
| 18   | Victor Muffat-Jeandet   | 481    | -           | 1         |
| 19   | Johan Clarey            | 434    | -           | 1         |
| 20   | Aksel Lund Svindal      | 419    | 1           | 3         |

| Rang | Nom                   | Points | Victoire(s) | Podium(s) |
| ---- | --------------------- | ------ | ----------- | --------- |
| 1    | Mikaela Shiffrin      | 2 204  | 17          | 21        |
| 2    | Petra Vlhová          | 1 355  | 5           | 14        |
| 3    | Wendy Holdener        | 1 079  | -           | 8         |
| 4    | Viktoria Rebensburg   | 814    | 1           | 6         |
| 5    | Nicole Schmidhofer    | 771    | 3           | 6         |
| 6    | Federica Brignone     | 764    | 2           | 4         |
| 7    | Ragnhild Mowinckel    | 675    | -           | 3         |
| 8    | Frida Hansdotter      | 654    | -           | 2         |
| 9    | Stephanie Venier      | 528    | 1           | 2         |
| 10   | Ilka Štuhec           | 507    | 2           | 4         |
| 11   | Anna Swenn-Larsson    | 486    | -           | 2         |
| 12   | Katharina Liensberger | 483    | -           | 1         |
| 13   | Katharina Truppe      | 470    | -           |           |
| 14   | Tessa Worley          | 460    | 1           | 4         |
| 15   | Ramona Siebenhofer    | 458    | 2           | 3         |
| 16   | Michelle Gisin        | 442    | -           | 2         |
| 17   | Tina Weirather        | 411    | -           | 3         |
| 18   | Corinne Suter         | 393    | -           | 2         |
| 19   | Bernadette Schild     | 356    | -           | 1         |
| 20   | Kristin Lysdahl       | 348    | -           | -         |

## Classements de chaque discipline

### Descente
| Rang | Nom                     | Points | Victoire(s) | Podium(s) |
| ---- | ----------------------- | ------ | ----------- | --------- |
| 1    | Beat Feuz               | 540    | 1           | 6         |
| 2    | Dominik Paris           | 520    | 4           | 5         |
| 3    | Vincent Kriechmayr      | 339    | 1           | 1         |
| 4    | Aleksander Aamodt Kilde | 284    | 1           | 2         |
| 5    | Mauro Caviezel          | 282    | -           | 1         |
| 6    | Christof Innerhofer     | 276    | -           | 2         |
| 7    | Bryce Bennett           | 236    | -           | -         |
| 8    | Johan Clarey            | 234    | -           | -         |
| 9    | Max Franz               | 222    | 1           | 2         |
| 10   | Aksel Lund Svindal      | 200    | -           | 1         |

| Rang | Nom                | Points | Victoire(s) | Podium(s) |
| ---- | ------------------ | ------ | ----------- | --------- |
| 1    | Nicole Schmidhofer | 468    | 2           | 4         |
| 2    | Stephanie Venier   | 372    | 1           | 2         |
| 3    | Ramona Siebenhofer | 354    | 2           | 3         |
| 4    | Ilka Štuhec        | 343    | 1           | 3         |
| 5    | Kira Weidle        | 307    | -           | 2         |
| 6    | Corinne Suter      | 288    | -           | 1         |
| 7    | Sofia Goggia       | 220    | 1           | 2         |
| 8    | Nicol Delago       | 219    | -           | 1         |
| 9    | Michelle Gisin     | 207    | -           | 2         |
| 10   | Nadia Fanchini     | 201    | -           | 1         |

### Super G
| Rang | Nom                     | Points | Victoire(s) | Podium(s) |
| ---- | ----------------------- | ------ | ----------- | --------- |
| 1    | Dominik Paris           | 430    | 3           | 5         |
| 2    | Vincent Kriechmayr      | 346    | -           | 2         |
| 3    | Mauro Caviezel          | 324    | -           | 3         |
| 4    | Kjetil Jansrud          | 316    | 1           | 3         |
| 5    | Aleksander Aamodt Kilde | 299    | -           | 2         |
| 6    | Matthias Mayer          | 295    | -           | 1         |
| 7    | Aksel Lund Svindal      | 219    | 1           | 2         |
| 8    | Johan Clarey            | 200    | -           | 1         |
| 9    | Josef Ferstl            | 197    | 1           | 1         |
| 10   | Christof Innerhofer     | 191    | 1           | 1         |

| Rang | Nom                 | Points | Victoire(s) | Podium(s) |
| ---- | ------------------- | ------ | ----------- | --------- |
| 1    | Mikaela Shiffrin    | 350    | 3           | 3         |
| 2    | Nicole Schmidhofer  | 303    | 1           | 2         |
| 3    | Tina Weirather      | 268    |             | 3         |
| 4    | Viktoria Rebensburg | 257    | 1           | 2         |
| 5    | Ragnhild Mowinckel  | 247    |             | 1         |
| 6    | Tamara Tippler      | 183    |             | 2         |
| 7    | Lara Gut-Behrami    | 178    |             | 2         |
| 8    | Federica Brignone   | 165    |             | 1         |
| 9    | Stephanie Venier    | 156    |             |           |
| 10   | Jasmine Flury       | 154    |             |           |

### Géant
| Rang | Nom                  | Points | Victoire(s) | Podium(s) |
| ---- | -------------------- | ------ | ----------- | --------- |
| 1    | Marcel Hirscher      | 680    | 4           | 6         |
| 2    | Henrik Kristoffersen | 516    | 2           | 4         |
| 3    | Alexis Pinturault    | 471    | 1           | 3         |
| 4    | Žan Kranjec          | 344    | 1           | 2         |
| 5    | Loïc Meillard        | 313    |             | 1         |
| 6    | Matts Olsson         | 296    |             |           |
| 7    | Thomas Fanara        | 289    |             | 3         |
| 8    | Marco Odermatt       | 245    |             | 2         |
| 9    | Mathieu Faivre       | 239    |             | 1         |
| 10   | Tommy Ford           | 221    |             |           |

| Rang | Nom                 | Points | Victoire(s) | Podium(s) |
| ---- | ------------------- | ------ | ----------- | --------- |
| 1    | Mikaela Shiffrin    | 615    | 4           | 6         |
| 2    | Petra Vlhová        | 468    | 3           | 4         |
| 3    | Tessa Worley        | 460    | 1           | 4         |
| 4    | Viktoria Rebensburg | 380    |             | 3         |
| 5    | Federica Brignone   | 360    | 1           | 2         |
| 6    | Ragnhild Mowinckel  | 277    |             | 2         |
| 7    | Wendy Holdener      | 254    |             |           |
| 8    | Stephanie Brunner   | 195    |             | 1         |
| 9    | Marta Bassino       | 188    |             | 1         |
| 10   | Ricarda Haaser      | 176    |             |           |

### Slalom
| Rang | Nom                  | Points | Victoire(s) | Podium(s) |
| ---- | -------------------- | ------ | ----------- | --------- |
| 1    | Marcel Hirscher      | 786    | 5           | 8         |
| 2    | Clément Noël         | 551    | 3           | 4         |
| 3    | Daniel Yule          | 551    | 1           | 3         |
| 4    | Ramon Zenhäusern     | 521    | 2           | 3         |
| 5    | Henrik Kristoffersen | 516    | -           | 4         |
| 6    | Alexis Pinturault    | 453    | -           | 3         |
| 7    | Marco Schwarz        | 411    | 1           | 3         |
| 8    | Manuel Feller        | 388    | -           | 3         |
| 9    | Dave Ryding          | 334    | -           | 1         |
| 10   | Andre Myhrer         | 300    | -           | 2         |

| Rang | Nom                   | Points | Victoire(s) | Podium(s) |
| ---- | --------------------- | ------ | ----------- | --------- |
| 1    | Mikaela Shiffrin      | 1 160  | 10          | 12        |
| 2    | Petra Vlhová          | 877    | 2           | 10        |
| 3    | Wendy Holdener        | 681    | -           | 7         |
| 4    | Anna Swenn-Larsson    | 486    | -           | 2         |
| 5    | Frida Hansdotter      | 479    | -           | 2         |
| 6    | Katharina Truppe      | 379    | -           | -         |
| 7    | Katharina Liensberger | 350    | -           | 1         |
| 8    | Christina Geiger      | 277    | -           | 1         |
| 8    | Bernadette Schild     | 271    | -           | 1         |
| 10   | Kristin Lysdahl       | 237    | -           | -         |

### Combiné
| Rang | Nom                   | Points | Victoire(s) | Podium(s) |
| ---- | --------------------- | ------ | ----------- | --------- |
| 1    | Alexis Pinturault     | 160    | 1           | 2         |
| 2    | Marco Schwarz         | 100    | 1           | 1         |
| 3    | Mauro Caviezel        | 90     | -           | -         |
| 4    | Riccardo Tonetti      | 82     | -           | -         |
| 5    | Marcel Hirscher       | 80     | -           | 1         |
| 5    | Victor Muffat-Jeandet | 80     | -           | 1         |
| 7    | Štefan Hadalin        | 73     | -           | 1         |
| 8    | Romed Baumann         | 54     | -           | -         |
| 9    | Vincent Kriechmayr    | 53     | -           | -         |
| 10   | Pavel Trikhichev      | 47     | -           | -         |

| Rang | Nom                | Points | Victoire(s) | Podium(s) |
| ---- | ------------------ | ------ | ----------- | --------- |
| 1    | Federica Brignone  | 100    | 1           | 1         |
| 2    | Roni Remme         | 80     |             | 1         |
| 3    | Wendy Holdener     | 60     |             | 1         |
| 4    | Rahel Kopp         | 50     |             |           |
| 5    | Patrizia Dorsch    | 45     |             |           |
| 6    | Christina Ager     | 40     |             |           |
| 7    | Romane Miradoli    | 36     |             |           |
| 8    | Priska Nufer       | 32     |             |           |
| 9    | Marta Bassino      | 29     |             |           |
| 10   | Ragnhild Mowinckel | 26     |             |           |

## Coupe des nations
| Rang | Nation   | Points | Victoire(s) | Podium(s) |
| ---- | -------- | ------ | ----------- | --------- |
| 1    | Autriche | 11 581 | 21          | 51        |
| 2    | Suisse   | 8 102  | 4           | 36        |
| 3    | Norvège  | 5 716  | 5           | 23        |
| 4    | Italie   | 5 685  | 10          | 22        |
| 5    | France   | 5 543  | 6           | 23        |

| Rang | Nation   | Points | Victoire(s) | Podium(s) |
| ---- | -------- | ------ | ----------- | --------- |
| 1    | Autriche | 6 102  | 14          | 33        |
| 2    | Suisse   | 4 650  | 4           | 22        |
| 3    | France   | 4 202  | 5           | 19        |
| 4    | Norvège  | 3 754  | 5           | 20        |
| 5    | Italie   | 2 881  | 7           | 13        |

| Rang | Nation     | Points | Victoire(s) | Podium(s) |
| ---- | ---------- | ------ | ----------- | --------- |
| 1    | Autriche   | 5 479  | 7           | 18        |
| 2    | Suisse     | 3 452  | -           | 14        |
| 3    | Italie     | 2804   | 3           | 9         |
| 4    | États-Unis | 2498   | 17          | 21        |
| 5    | Norvège    | 1962   | -           | 3         |

## Calendrier et résultats

### Messieurs
| N°                                               | Lieu                   | Date              | Épreuve         | Vainqueur | Deuxième | Troisième |
| ------------------------------------------------ | ---------------------- | ----------------- | --------------- | --- | --- | --- |
| —                                                | Sölden                 | 28 octobre 2018   | Géant           | Épreuve annulée en raison des conditions météorologiques et reportée à Saalbach-Hinterglemm le 19 décembre                                                                                               | Épreuve annulée en raison des conditions météorologiques et reportée à Saalbach-Hinterglemm le 19 décembre                                                                                               | Épreuve annulée en raison des conditions météorologiques et reportée à Saalbach-Hinterglemm le 19 décembre                                                                                               |
| 1                                                | Levi                   | 18 novembre 2018  | Slalom          | Marcel Hirscher | Henrik Kristoffersen | André Myhrer |
| 2                                                | Lake Louise            | 24 novembre 2018  | Descente        | Max Franz | Christof Innerhofer | Dominik Paris |
| 3                                                | Lake Louise            | 25 novembre 2018  | Super G         | Kjetil Jansrud | Vincent Kriechmayr | Mauro Caviezel |
| 4                                                | Beaver Creek           | 30 novembre 2018  | Descente        | Beat Feuz | Mauro Caviezel | Aksel Lund Svindal |
| 5                                                | Beaver Creek           | 1er décembre 2018 | Super G         | Max Franz | Mauro Caviezel | Aksel Lund Svindal Dominik Paris Aleksander Aamodt Kilde |
| 6                                                | Beaver Creek           | 2 décembre 2018   | Géant           | Stefan Luitz | Marcel Hirscher | Thomas Tumler |
| 7                                                | Val d'Isère            | 8 décembre 2018   | Géant           | Marcel Hirscher | Henrik Kristoffersen | Matts Olsson |
| —                                                | Val d'Isère            | 9 décembre 2018   | Slalom          | Épreuve annulée en raison des conditions météorologiqueset reportée à Saalbach-Hinterglemm le 20 décembre                                                                                                | Épreuve annulée en raison des conditions météorologiqueset reportée à Saalbach-Hinterglemm le 20 décembre                                                                                                | Épreuve annulée en raison des conditions météorologiqueset reportée à Saalbach-Hinterglemm le 20 décembre                                                                                                |
| 8                                                | Val Gardena            | 14 décembre 2018  | Super G         | Aksel Lund Svindal | Christof Innerhofer | Kjetil Jansrud |
| 9                                                | Val Gardena            | 15 décembre 2018  | Descente        | Aleksander Aamodt Kilde | Max Franz | Beat Feuz |
| 10                                               | Alta Badia             | 16 décembre 2018  | Géant           | Marcel Hirscher | Thomas Fanara | Alexis Pinturault |
| 11                                               | Alta Badia             | 17 décembre 2018  | Géant Parallèle | Marcel Hirscher | Thibaut Favrot | Alexis Pinturault |
| 12                                               | Saalbach-Hinterglemm   | 19 décembre 2018  | Géant           | Žan Kranjec | Loïc Meillard | Mathieu Faivre |
| 13                                               | Saalbach-Hinterglemm   | 20 décembre 2018  | Slalom          | Marcel Hirscher | Loïc Meillard | Henrik Kristoffersen |
| 14                                               | Madonna                | 22 décembre 2018  | Slalom          | Daniel Yule | Marco Schwarz | Michael Matt |
| 15                                               | Bormio                 | 28 décembre 2018  | Descente        | Dominik Paris | Christof Innerhofer | Beat Feuz |
| 16                                               | Bormio                 | 29 décembre 2018  | Super G         | Dominik Paris | Matthias Mayer | Aleksander Aamodt Kilde |
| 17                                               | Oslo                   | 1er janvier 2019  | City Event      | Marco Schwarz | Dave Ryding | Ramon Zenhäusern |
| 18                                               | Zagreb                 | 6 janvier 2019    | Slalom          | Marcel Hirscher | Alexis Pinturault | Manuel Feller |
| 19                                               | Adelboden              | 12 janvier 2019   | Géant           | Marcel Hirscher | Henrik Kristoffersen | Thomas Fanara |
| 20                                               | Adelboden              | 13 janvier 2019   | Slalom          | Marcel Hirscher | Clément Noël | Henrik Kristoffersen |
| 21                                               | Wengen                 | 18 janvier 2019   | Super combiné   | Marco Schwarz | Victor Muffat-Jeandet | Alexis Pinturault |
| 22                                               | Wengen                 | 19 janvier 2019   | Descente        | Vincent Kriechmayr | Beat Feuz | Aleksander Aamodt Kilde |
| 23                                               | Wengen                 | 20 janvier 2019   | Slalom          | Clément Noël | Manuel Feller | Marcel Hirscher |
| 24                                               | Kitzbühel              | 25 janvier 2019   | Descente        | Dominik Paris | Beat Feuz | Otmar Striedinger |
| 25                                               | Kitzbühel              | 26 janvier 2019   | Slalom          | Clément Noël | Marcel Hirscher | Alexis Pinturault |
| 26                                               | Kitzbühel              | 27 janvier 2019   | Super G         | Josef Ferstl | Johan Clarey | Dominik Paris |
| 27                                               | Schladming             | 29 janvier 2019   | Slalom          | Marcel Hirscher | Alexis Pinturault | Daniel Yule |
| —                                                | Garmisch-Partenkirchen | 2 février 2019    | Descente        | Épreuves annulées en raison d'importantes chutes de neige,. Seule la descente est reprise, à Kvitfjell le 1er mars.                                                                                      | Épreuves annulées en raison d'importantes chutes de neige,. Seule la descente est reprise, à Kvitfjell le 1er mars.                                                                                      | Épreuves annulées en raison d'importantes chutes de neige,. Seule la descente est reprise, à Kvitfjell le 1er mars.                                                                                      |
| —                                                | Garmisch-Partenkirchen | 3 février 2019    | Géant           | Épreuves annulées en raison d'importantes chutes de neige,. Seule la descente est reprise, à Kvitfjell le 1er mars.                                                                                      | Épreuves annulées en raison d'importantes chutes de neige,. Seule la descente est reprise, à Kvitfjell le 1er mars.                                                                                      | Épreuves annulées en raison d'importantes chutes de neige,. Seule la descente est reprise, à Kvitfjell le 1er mars.                                                                                      |
| Åre Championnats du monde (5 au 17 février 2019) |                        |                   |                 | | | |
| 28                                               | Stockholm              | 19 février 2019   | City Event      | Ramon Zenhäusern | Andre Myhrer | Marco Schwarz |
| 29                                               | Bansko                 | 22 février 2019   | Super combiné   | Alexis Pinturault | Marcel Hirscher | Štefan Hadalin |
| —                                                | Bansko                 | 23 février 2019   | Super G         | Épreuve annulée en raison d'importantes chutes de neige (non reprogrammée) | Épreuve annulée en raison d'importantes chutes de neige (non reprogrammée) | Épreuve annulée en raison d'importantes chutes de neige (non reprogrammée) |
| 30                                               | Bansko                 | 24 février 2019   | Géant           | Henrik Kristoffersen | Marcel Hirscher | Thomas Fanara |
| —                                                | Kvitfjell              | 1er mars 2019     | Descente        | Annulée et non reprogrammée, pour cause de vent interdisant de disputer une descente d'entraînement le 28 février, celle-ci étant reportée au 1er mars en lieu en prévision de la descente du lendemain. | Annulée et non reprogrammée, pour cause de vent interdisant de disputer une descente d'entraînement le 28 février, celle-ci étant reportée au 1er mars en lieu en prévision de la descente du lendemain. | Annulée et non reprogrammée, pour cause de vent interdisant de disputer une descente d'entraînement le 28 février, celle-ci étant reportée au 1er mars en lieu en prévision de la descente du lendemain. |
| 31                                               | Kvitfjell              | 2 mars 2019       | Descente        | Dominik Paris | Beat Feuz | Matthias Mayer |
| 32                                               | Kvitfjell              | 3 mars 2019       | Super G         | Dominik Paris | Kjetil Jansrud | Beat Feuz |
| 33                                               | Kranjska Gora          | 9 mars 2019       | Géant           | Henrik Kristoffersen | Rasmus Windingstad | Marco Odermatt |
| 34                                               | Kranjska Gora          | 10 mars 2019      | Slalom          | Ramon Zenhäusern | Henrik Kristoffersen | Marcel Hirscher |
| Finales                                          |                        |                   |                 | | | |
| 35                                               | Soldeu                 | 13 mars 2019      | Descente        | Dominik Paris | Kjetil Jansrud | Otmar Striedinger |
| 36                                               | Soldeu                 | 14 mars 2019      | Super G         | Dominik Paris | Mauro Caviezel | Vincent Kriechmayr |
| 37                                               | Soldeu                 | 16 mars 2019      | Géant           | Alexis Pinturault | Marco Odermatt | Žan Kranjec |
| 38                                               | Soldeu                 | 17 mars 2019      | Slalom          | Clément Noël | Manuel Feller | Daniel Yule |

### Dames
| N°                                               | Lieu                   | Date              | Épreuve          | Vainqueur | Deuxième | Troisième |
| ------------------------------------------------ | ---------------------- | ----------------- | ---------------- | --- | --- | --- |
| 1                                                | Sölden                 | 27 octobre 2018   | Géant            | Tessa Worley | Federica Brignone | Mikaela Shiffrin |
| 2                                                | Levi                   | 17 novembre 2018  | Slalom           | Mikaela Shiffrin | Petra Vlhová | Bernadette Schild |
| 3                                                | Killington             | 24 novembre 2018  | Géant            | Federica Brignone | Ragnhild Mowinckel | Stephanie Brunner |
| 4                                                | Killington             | 25 novembre 2018  | Slalom           | Mikaela Shiffrin | Petra Vlhová | Frida Hansdotter |
| 5                                                | Lake Louise            | 30 novembre 2018  | Descente         | Nicole Schmidhofer | Michelle Gisin | Kira Weidle |
| 6                                                | Lake Louise            | 1er décembre 2018 | Descente         | Nicole Schmidhofer | Cornelia Hütter | Michelle Gisin |
| 7                                                | Lake Louise            | 2 décembre 2018   | Super G          | Mikaela Shiffrin | Ragnhild Mowinckel | Viktoria Rebensburg |
| 8                                                | Saint-Moritz           | 8 décembre 2018   | Super G          | Mikaela Shiffrin | Lara Gut-Behrami | Tina Weirather |
| 9                                                | Saint-Moritz           | 9 décembre 2018   | Slalom parallèle | Mikaela Shiffrin | Petra Vlhová | Wendy Holdener |
| —                                                | Val d'Isère            | 14 décembre 2018  | Super combiné    | Épreuves annulées après le contrôle de la neige à la suite d'un enneigement insuffisant et des prévisions météorologiques défavorables, Descente et Super G reportés à Val Gardena les 18 et 19 décembre | Épreuves annulées après le contrôle de la neige à la suite d'un enneigement insuffisant et des prévisions météorologiques défavorables, Descente et Super G reportés à Val Gardena les 18 et 19 décembre | Épreuves annulées après le contrôle de la neige à la suite d'un enneigement insuffisant et des prévisions météorologiques défavorables, Descente et Super G reportés à Val Gardena les 18 et 19 décembre |
| —                                                | Val d'Isère            | 15 décembre 2018  | Descente         | Épreuves annulées après le contrôle de la neige à la suite d'un enneigement insuffisant et des prévisions météorologiques défavorables, Descente et Super G reportés à Val Gardena les 18 et 19 décembre | Épreuves annulées après le contrôle de la neige à la suite d'un enneigement insuffisant et des prévisions météorologiques défavorables, Descente et Super G reportés à Val Gardena les 18 et 19 décembre | Épreuves annulées après le contrôle de la neige à la suite d'un enneigement insuffisant et des prévisions météorologiques défavorables, Descente et Super G reportés à Val Gardena les 18 et 19 décembre |
| —                                                | Val d'Isère            | 16 décembre 2018  | Super G          | Épreuves annulées après le contrôle de la neige à la suite d'un enneigement insuffisant et des prévisions météorologiques défavorables, Descente et Super G reportés à Val Gardena les 18 et 19 décembre | Épreuves annulées après le contrôle de la neige à la suite d'un enneigement insuffisant et des prévisions météorologiques défavorables, Descente et Super G reportés à Val Gardena les 18 et 19 décembre | Épreuves annulées après le contrôle de la neige à la suite d'un enneigement insuffisant et des prévisions météorologiques défavorables, Descente et Super G reportés à Val Gardena les 18 et 19 décembre |
| 10                                               | Val Gardena            | 18 décembre 2018  | Descente         | Ilka Štuhec | Nicol Delago | Ramona Siebenhofer |
| 11                                               | Val Gardena            | 19 décembre 2018  | Super G          | Ilka Štuhec | Tina Weirather Nicole Schmidhofer | - |
| 12                                               | Courchevel             | 21 décembre 2018  | Géant            | Mikaela Shiffrin | Viktoria Rebensburg | Tessa Worley |
| 13                                               | Courchevel             | 22 décembre 2018  | Slalom           | Mikaela Shiffrin | Petra Vlhová | Frida Hansdotter |
| 14                                               | Semmering              | 28 décembre 2018  | Géant            | Petra Vlhová | Viktoria Rebensburg | Tessa Worley |
| 15                                               | Semmering              | 29 décembre 2018  | Slalom           | Mikaela Shiffrin | Petra Vlhová | Wendy Holdener |
| 16                                               | Oslo                   | 1er janvier 2019  | City Event       | Petra Vlhová | Mikaela Shiffrin | Wendy Holdener |
| 17                                               | Zagreb                 | 5 janvier 2019    | Slalom           | Mikaela Shiffrin | Petra Vlhová | Wendy Holdener |
| 18                                               | Flachau                | 8 janvier 2019    | Slalom           | Petra Vlhová | Mikaela Shiffrin | Katharina Liensberger |
| -                                                | Sankt Anton            | 12 janvier 2019   | Descente         | Épreuves annulées en raison d'importantes chutes de neige, La descente est reprogrammée à Cortina d'Ampezzo le 18 janvier,                                                                               | Épreuves annulées en raison d'importantes chutes de neige, La descente est reprogrammée à Cortina d'Ampezzo le 18 janvier,                                                                               | Épreuves annulées en raison d'importantes chutes de neige, La descente est reprogrammée à Cortina d'Ampezzo le 18 janvier,                                                                               |
| -                                                | Sankt Anton            | 13 janvier 2019   | Super G          | Épreuves annulées en raison d'importantes chutes de neige, La descente est reprogrammée à Cortina d'Ampezzo le 18 janvier,                                                                               | Épreuves annulées en raison d'importantes chutes de neige, La descente est reprogrammée à Cortina d'Ampezzo le 18 janvier,                                                                               | Épreuves annulées en raison d'importantes chutes de neige, La descente est reprogrammée à Cortina d'Ampezzo le 18 janvier,                                                                               |
| 19                                               | Kronplatz              | 15 janvier 2019   | Géant            | Mikaela Shiffrin | Tessa Worley | Marta Bassino |
| 20                                               | Cortina d'Ampezzo      | 18 janvier 2019   | Descente         | Ramona Siebenhofer | Ilka Štuhec | Stephanie Venier |
| 21                                               | Cortina d'Ampezzo      | 19 janvier 2019   | Descente         | Ramona Siebenhofer | Nicole Schmidhofer | Ilka Štuhec |
| 22                                               | Cortina d'Ampezzo      | 20 janvier 2019   | Super G          | Mikaela Shiffrin | Tina Weirather | Tamara Tippler |
| 23                                               | Garmisch-Partenkirchen | 26 janvier 2019   | Super G          | Nicole Schmidhofer | Sofia Goggia | Lara Gut-Behrami |
| 24                                               | Garmisch-Partenkirchen | 27 janvier 2019   | Descente         | Stephanie Venier | Sofia Goggia | Kira Weidle |
| 25                                               | Maribor                | 1er février 2019  | Géant            | Mikaela Shiffrin Petra Vlhová | - | Ragnhild Mowinckel |
| 26                                               | Maribor                | 2 février 2019    | Slalom           | Mikaela Shiffrin | Anna Swenn-Larsson | Wendy Holdener |
| Åre Championnats du monde (5 au 17 février 2019) |                        |                   |                  | | | |
| 27                                               | Stockholm              | 19 février 2019   | City Event       | Mikaela Shiffrin | Christina Geiger | Anna Swenn-Larsson |
| 28                                               | Crans Montana          | 23 février 2019   | Descente         | Sofia Goggia | Nicole Schmidhofer | Corinne Suter |
| 29                                               | Crans Montana          | 24 février 2019   | Super combiné    | Federica Brignone | Roni Remme | Wendy Holdener |
| —                                                | Rosa Khutor            | 2 mars 2019       | Super G,         | Épreuves annulées en raison de fortes chutes de neige | Épreuves annulées en raison de fortes chutes de neige | Épreuves annulées en raison de fortes chutes de neige |
| —                                                | Rosa Khutor            | 3 mars 2019       | Super G          | Épreuves annulées en raison de fortes chutes de neige | Épreuves annulées en raison de fortes chutes de neige | Épreuves annulées en raison de fortes chutes de neige |
| 30                                               | Spindleruv Mlyn        | 8 mars 2019       | Géant            | Petra Vlhová | Viktoria Rebensburg | Mikaela Shiffrin |
| 31                                               | Spindleruv Mlyn        | 9 mars 2019       | Slalom           | Mikaela Shiffrin | Wendy Holdener | Petra Vlhová |
| Finales                                          |                        |                   |                  | | | |
| 32                                               | Soldeu                 | 13 mars 2019      | Descente         | Mirjam Puchner | Viktoria Rebensburg | Corinne Suter |
| 33                                               | Soldeu                 | 14 mars 2019      | Super G          | Viktoria Rebensburg | Federica Brignone | Tamara Tippler |
| 34                                               | Soldeu                 | 16 mars 2019      | Slalom           | Mikaela Shiffrin | Wendy Holdener | Petra Vlhová |
| 35                                               | Soldeu                 | 17 mars 2019      | Géant            | Mikaela Shiffrin | Alice Robinson | Petra Vlhová |

### Mixte
| N° | Lieu   | Date         | Épreuve    | Vainqueur                                                               | Deuxième | Troisième                                                                    |
| -- | ------ | ------------ | ---------- | ----------------------------------------------------------------------- | --- | ---------------------------------------------------------------------------- |
| 1  | Soldeu | 15 mars 2019 | Team Event | Suisse- Aline Danioth - Wendy Holdener - Ramon Zenhäusern - Daniel Yule | Norvège- Thea Louise Stjernesund - Mina Fürst Holtmann - Leif Kristian Nestvold-Haugen - Sebastian Foss Solevåg | Allemagne- Christina Geiger - Lena Dürr - Fabian Himmelsbach - Anton Tremmel |